# Stanislav Šesták
Stanislav Šesták (Demjata, Eslovaquia, 16 de diciembre de 1982) es un futbolista eslovaco. Juega de delantero y su actual equipo es el FK Poprad de la Segunda División de Eslovaquia.

## Selección nacional
Debutó el 18 de agosto de 2004 con la selección de fútbol de Eslovaquia, jugó 66 partidos internacionales y anotó 13 goles.

### Participaciones en Copas del Mundo
| Mundial                        | Sede      | Resultado        |
| ------------------------------ | --------- | ---------------- |
| Copa Mundial de Fútbol de 2010 | Sudáfrica | Octavos de final |

## Clubes
| Club                 | País       | Año       |
| -------------------- | ---------- | --------- |
| FC Tatran Prešov     | Eslovaquia | 2000-2001 |
| SK Slovan Bratislava | Eslovaquia | 2002-2003 |
| MSK Žilina           | Eslovaquia | 2004-2007 |
| VfL Bochum           | Alemania   | 2007-2010 |
| MKE Ankaragücü       | Turquía    | 2010-2011 |
| Bursaspor            | Turquía    | 2011-2014 |
| VfL Bochum           | Alemania   | 2014-2015 |
| Ferencváros          | Hungría    | 2015-2016 |
| FK Poprad            | Eslovaquia | 2017-Act. |